# Терещенко Агафія Корніївна
Агафія Корніївна Терещенко (1909, село Новопавлівка, тепер Межівського району Дніпропетровської області — ?) — українська радянська діячка, секретар первинної партійної організації і заступник голови колгоспу імені Маленкова Рожищенського району Волинської області. Депутат Верховної Ради УРСР 3-го скликання.

## Біографія
Народилася у бідній селянській родині. Залишившись круглою сиротою у 1917 році, з восьмирічного віку наймитувала у заможних селян. Потім виховувалася у Слов'янському дитячому будинку на Донбасі, закінчила шість класів, вступила до комсомолу.
З 1927 року — на комсомольській роботі. Потім закінчила курси механіків із інкубації, працювала на інкубаційній станції, рахівником колгоспу, заступником голови сільської ради хутору Чумаки Васильківського району Дніпропетровської області.
Під час німецько-радянської війни восени 1941 року була евакуйована у Сталінградську область РРФСР, де працювала бригадиром рільничої бригади колгоспу «Красная Звезда» Ніколаєвського району, а потім головою сільського споживчого товариства у цьому ж районі.
Член ВКП(б) з 1944 року.
У 1945—1950 роках — завідувач відділу із роботи серед жінок Рожищенського районного комітету КП(б)У Волинської області.
У 1950 році працювала директором інкубаційно-птахівничої станції у Волинській області.
З листопада 1950 року — секретар первинної партійної організації і заступник голови правління укрупненого колгоспу імені Маленкова Рожищенського району Волинської області.
Потім — на пенсії.

## Нагороди
- медаль «За доблесну працю у Великій Вітчизняній війні 1941—1945 років»